# Коник-Горбунок (відеогра)
Коник-Горбунок - радянський ігровий автомат, одна з найбільш відомих ігор на базі платформи ТІА-МЦ-1. Рік випуску — приблизно 1986—1988, розроблений у відділі товарів народного споживання заводу «Термінал» у Вінниці    .
Сюжет гри використовує персонажів однойменної казки Петра Єршова. За сюжетом цар відправляє гравця за жар-птицею, потім за скринькою із золотом, а потім за царівною. Завданням гравця є збір необхідних предметів і подальша їх доставка до протилежного краю екрана. Гра вважається однією з перших в СРСР ігор зі складною системою рівнів  .
У 2006 році було знайдено робочий ігровий автомат ТІА-МЦ-1 з грою, і спільними зусиллями учасників форуму romov.net було написано емулятор «ТІА-МЦ Емулятор», який дозволив запускати гру на персональних комп'ютерах. Пізніше до емулятора MAME було додано підтримку гри «Коник-горбунок». У 2007 році в Москві відкрився Музей радянських ігрових автоматів, в якому був розміщений єдиний ігровий автомат, що залишився з грою, виявлений в місті Видно Московської області.